# Roncocreagris andalusica
Roncocreagris andalusica är en spindeldjursart som först beskrevs av Beier 1953.  Roncocreagris andalusica ingår i släktet Roncocreagris och familjen helplåtklokrypare. Inga underarter finns listade i Catalogue of Life.